# Villecerf
Villecerf település Franciaországban, Seine-et-Marne megyében. Lakosainak száma 723 fő (2022. január 1.). Villecerf Dormelles, Villemer, Ville-Saint-Jacques és Moret-Loing-et-Orvanne községekkel határos.

## Népesség
A település népessége az elmúlt években az alábbi módon változott:
| Lakosok száma | 700  | 714  | 739  | 719  | 719  | 719  | 720  | 722  | 723  |
|               | 2013 | 2015 | 2016 | 2017 | 2018 | 2019 | 2020 | 2021 | 2022 |